# Kruin

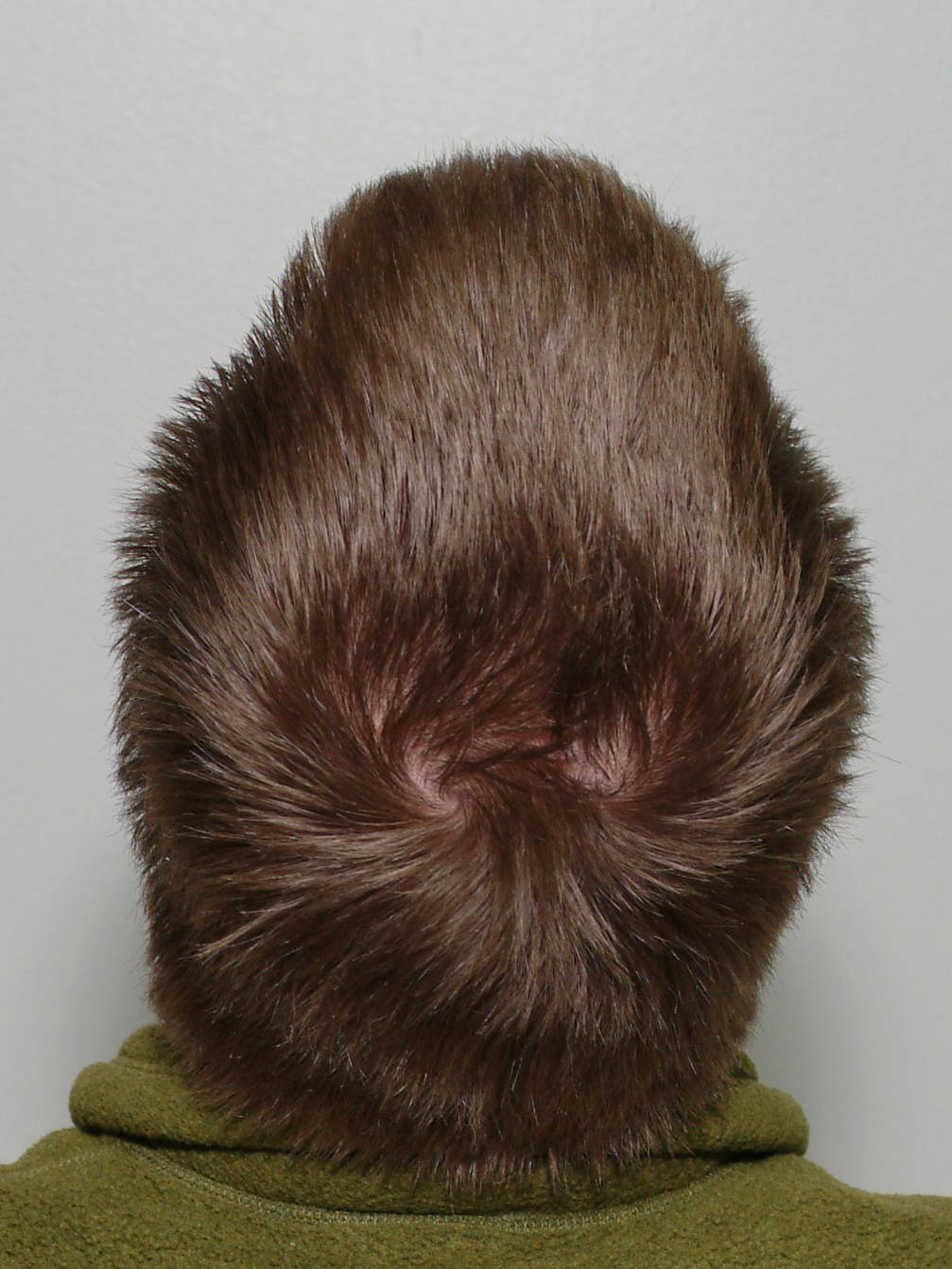
Dubbele haarwervel op een kruin

Een kruin is het bovenste deel van het hoofd, dat gewoonlijk met haar bedekt is. De richting van de haarinplanting heeft hier de vorm van een wervel (technische term: vortex), die soms ook meervoudig kan zijn. De anatomische term voor top van het hoofd is vertex.
In sommige kloosterordes hebben de monniken een kruinschering of tonsuur, waarbij het haar van de kruin wordt weggeschoren.